# Lupinus breviscapus
Lupinus breviscapus är en ärtväxtart som beskrevs av Oskar Eberhard Ulbrich. Lupinus breviscapus ingår i släktet lupiner, och familjen ärtväxter. Inga underarter finns listade i Catalogue of Life.